# ČSD-Baureihe T 47.0
Die Baureihe T 47.0 (ab 1988: Baureihe 705.9) waren schmalspurige Diesellokomotiven der Tschechoslowakischen Staatsbahnen (ČSD). Weitere Lokomotiven wurden als SŽD-Baureihe ТУ3 in die Sowjetunion geliefert.
Letzter Einsatzort waren die schmalspurigen Nebenbahnen Jindřichův Hradec–Obrataň und Jindřichův Hradec–Nová Bystřice in Südböhmen. Eine Lokomotive wird weiterhin von den ČD auf der Schmalspurbahn Třemešná ve Slezsku–Osoblaha eingesetzt.

## Geschichte
Anfang der 1950er Jahre bestand der Fahrzeugpark der ČSD-Schmalspurbahnen mehrheitlich aus überalterten, verschlissenen Fahrzeugen, die zur Erbauungszeit der Strecken vor dem Ersten Weltkrieg in Österreich-Ungarn in Dienst gestellt worden waren. Lediglich einige Motorwagen hatten in den 1930er Jahren den Eisenbahnbetrieb modernisiert. In dieser Situation besaß die Entwicklung neuer Lokomotiven für die Schmalspurbahnen in der nach dem Zweiten Weltkrieg wiederhergestellten Tschechoslowakei eine hohe Priorität.
ČKD in Prag entwickelte Anfang der 1950er Jahre eine neue Schmalspurlokomotive, welche die Technik der zeitgleich entwickelten Diesellokomotiven der ČSD-Baureihe T 434.0 mit dem Dieselmotor 12 V 170 DR übernahm.
Insgesamt wurden an die ČSD 21 Maschinen geliefert. Dabei wurden die Lokomotiven für die Schmalspurbahn Frýdlant–Heřmanice für 750, für die übrigen Strecken für 760 mm Spurweite geliefert. Die erste Serie von 1954/55 hatte eine Höchstgeschwindigkeit von 40 km/ h, die zweite ab 1958 hatte eine solche von 50 km/h.
In den 1950er Jahren erwog auch die Deutsche Reichsbahn, für ihre 750-mm-Strecken entsprechende Lokomotiven zu beschaffen. Ein Probeeinsatz auf der Weißeritztalbahn bei Dresden scheiterte schon im Planungsstadium an den dort vorhandenen 50-Meter-Radien. Die Beschaffung einer Serie war ursprünglich für 1961 avisiert.
Mit der Einstellung des Betriebes in Ružomberok (1974) und Frýdlant v Čechách (1976) wurden die nicht mehr benötigten Maschinen zu den beiden verbliebenen Schmalspurstrecken in Südböhmen umgesetzt.
Die JHMD modernisierte ab 2015 insgesamt vier Lokomotiven. Sie erhielten einen modernen Sechszylinder-TEDOM-Dieselmotor mit 242 kW und einen Drehstrom-Traktionsgenerator sowie eine elektronische Motorsteuerung. Auch zwei Lokomotiven der ČD wurden auf ähnliche Weise modernisiert.
| ČSD-Nr.  | EDV-Nr. (ab 1988) | Bild | Baujahr | Fabrik-Nr. | Erster Einsatzort  | Verbleib |
| T 47 001 | -                 |      | 1954    | 2944       | Jindřichův Hradec  | 1978 ausgemustert, verschrottet |
| T 47 002 | -                 |      | 1954    | 2945       | Jindřichův Hradec  | 1976 nach Unfall ausgemustert, verschrottet                                                                                             |
| T 47 003 | -                 |      | 1954    | 2946       | Jindřichův Hradec  | 1978 ausgemustert, verschrottet |
| T 47 004 | -                 |      | 1954    | 2947       | Jindřichův Hradec  | 1983 ausgemustert, verschrottet |
| T 47 005 | 705 905           |      | 1954    | 2948       | Jindřichův Hradec  | 1998 an JHMD |
| T 47 006 | 705 906           |      | 1955    | 2949       | Jindřichův Hradec  | 1998 an JHMD |
| T 47 007 | 705 907           |      | 1958    | 4087       | Frýdlant v Čechách | Ružomberok, J. Hradec, 1998 an JHMD |
| T 47 008 | 705 908           |      | 1958    | 4088       | Frýdlant v Čechách | nach Streckenstilllegung 1976 nach Jindřichův Hradec, 1990 nach Unfall ausgemustert                                                     |
| T 47 009 | 705 909           |      | 1958    | 4089       | Frýdlant v Čechách | nach Streckenstilllegung 1976 nach Jindřichův Hradec, 1990 nach Unfall ausgemustert                                                     |
| T 47 010 | -                 |      | 1958    | 4090       | Frýdlant v Čechách | 1979 ausgemustert, verschrottet |
| T 47 011 | 705 911           |      | 1958    | 4091       | Jindřichův Hradec  | 1998 an JHMD, vorhanden |
| T 47 012 | 705 912           |      | 1958    | 4092       | Jindřichův Hradec  | 1998 nach Unfall ausgemustert |
| T 47 013 | 705 913           |      | 1958    | 4093       | Osoblaha           | 1993 an ČD, 2016 modernisiert |
| T 47 014 | 705 914           |      | 1958    | 4094       | Osoblaha           | 1993 an ČD, 2023 modernisiert |
| T 47 015 | 705 915           |      | 1958    | 4095       | Jindřichův Hradec  | 1998 an JHMD |
| T 47 016 | 705 916           |      | 1958    | 4145       | Osoblaha           | 1993 an ČD, abgestellt |
| T 47 017 | 705 917           |      | 1958    | 4146       | Osoblaha           | 1993 an ČD, abgestellt |
| T 47 018 | 705 918           |      | 1958    | 4147       | Ružomberok         | nach Streckenstilllegung 1974 nach Jindřichův Hradec, 1998 an JHMD                                                                      |
| T 47 019 | 705 919           |      | 1958    | 4148       | Ružomberok         | nach Streckenstilllegung 1974 nach Jindřichův Hradec, 1998 an JHMD                                                                      |
| T 47 020 | 705 920           |      | 1958    | 4148       | Ružomberok         | nach Streckenstilllegung 1974 nach Jindřichův Hradec, 1998 an JHMD, seit 2014 als Denkmallokomotive im Bahnhof Nová Bystřice abgestellt |
| T 47 021 | 705 921           |      | 1958    | 4149       | Ružomberok         | nach Streckenstilllegung 1974 nach Jindřichův Hradec, 1998 an JHMD, 2015 an Schmalspurbahnmuseum Jekaterinburg/Russland                 |

## SŽD-Baureihe ТУ3

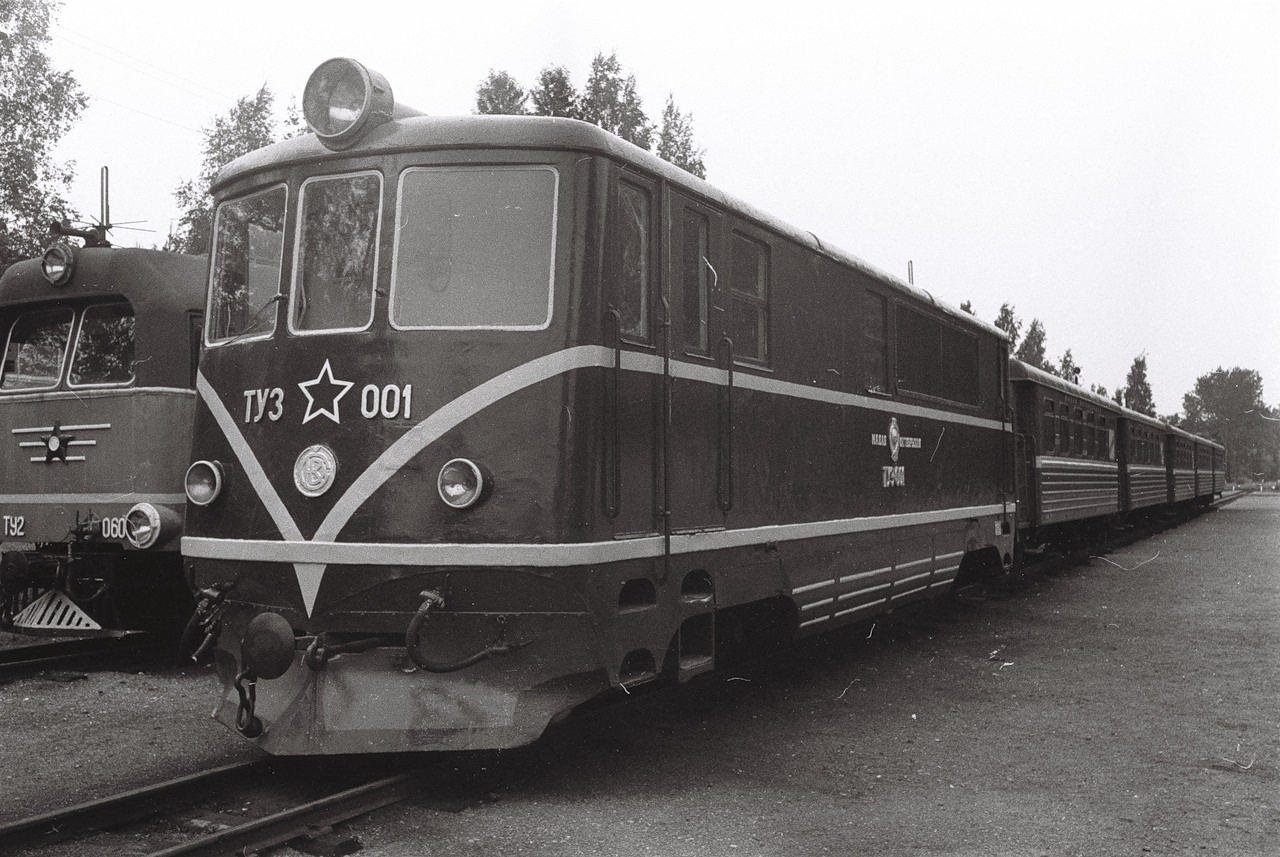
ТУ3-001 der Sowjetischen Staatsbahnen (SŽD)

45 Maschinen wurden für die Sowjetunion gefertigt und dort als Baureihe ТУ3 (deutsche Transkription ‚TU3‘) bezeichnet. Eine dieser Lokomotiven befindet sich noch im Bestand der Kindereisenbahn in Lemberg (Lwiw) in der Ukraine. Die Lokomotiven für die Sowjetunion wurden für eine Spurweite von 750 mm gebaut.